# Чемпионат Европы по борьбе 1905
Неофициальный чемпионат Европы по борьбе 1905 года прошёл 28-29 января в Амстердаме (Нидерланды). Соревнования прошли под эгидой амстердамского атлетического клуба K.D.O («Kracht Door Oefening»). Программа состояла из тяжёлой атлетики (4 отделения) и борьбы (4 отделения).
В том же 1905 году, 11 июня, в Дуйсбурге прошел ещё один неофициальный чемпионат Европы по борьбе. Среди его победителей — Вилли Диснер, серебряный призёр январского чемпионата. Однако только январский чемпионат принят международной федерацией борьбы United World Wrestling в свою базу данных.
Участники боролись по правилам классической борьбы.
3-е отделение.
- 1. Th.Buss (Т.Бусс), Эссен, Германия.
- 2. M.Swart (М.Сварт), Зандам, Нидерланды.
- 3. J.S.van Voorst (Й.С.ван Воорст), Амстердам, Нидерланды.
- 4. S.H.Quatfals (С. Х. Кватфалс), Амстердам, Нидерланды.

2-е отделение.
- 1. Th.Eckers (Т.Эккерс), Эссен, Германия.
- 2. J.van Boven (Й.ван Бовен), Амстердам, Нидерланды.
- 3. J.Lorenz (Й.Лоренц), Амстердам, Нидерланды.

1-е отделение.
1. W.S.Masseling (В. Й. Масселинг), Хильверсюм, Нидерланды.
2. W.Setzphand (В.Сетзпанд), Амстердам, Нидерланды.
3. S.Tiemstra (С.Тиемстра), Амстердам, Нидерланды.
Чемпионское отделение.
- 1. Franz Blonner (Франц Блоннер), Мюнхен, Германия.
- 2. Willi Diebner (Вилли Диебнер), Эссен, Германия.
- 3. W.Thiel (В.Тиль), Эссен, Германия.

| вес | Золото        | Серебро      | Бронза     |
| ?   | Франц Блоннер | Вилли Диснер | Вилли Тиль |